# 10234 Sixtygarden
10234 Sixtygarden è un asteroide della fascia principale. Scoperto nel 1997, presenta un'orbita caratterizzata da un semiasse maggiore pari a 2,9899364 UA e da un'eccentricità di 0,0650100, inclinata di 10,51559° rispetto all'eclittica.
Il nome dell'asteroide fa riferimento all'indirizzo (60 Garden Street) dell'Harvard-Smithsonian Center for Astrophysics, sede del Minor Planet Center e del Central Bureau for Astronomical Telegrams.